# 帕普勒
帕普勒（法語：Papleux，法語發音：[paplø]）是法国上法蘭西大區埃纳省的一个市镇，属于韦尔万区。

## 地理
帕普勒（50°1'15"N, 3°53'6"E）面积1.93 平方千米，位于法国上法蘭西大區埃纳省，该省份为法国北部内陆省份，北起北部省，西接索姆省和瓦兹省，东临阿登省和马恩省，西南至塞纳-马恩省，东北部与比利时接壤。
与帕普勒接壤的市镇（或旧市镇、城区）包括：拉弗拉芒格里、丰特内尔、蒂耶拉什地区勒努维永、弗卢瓦永。

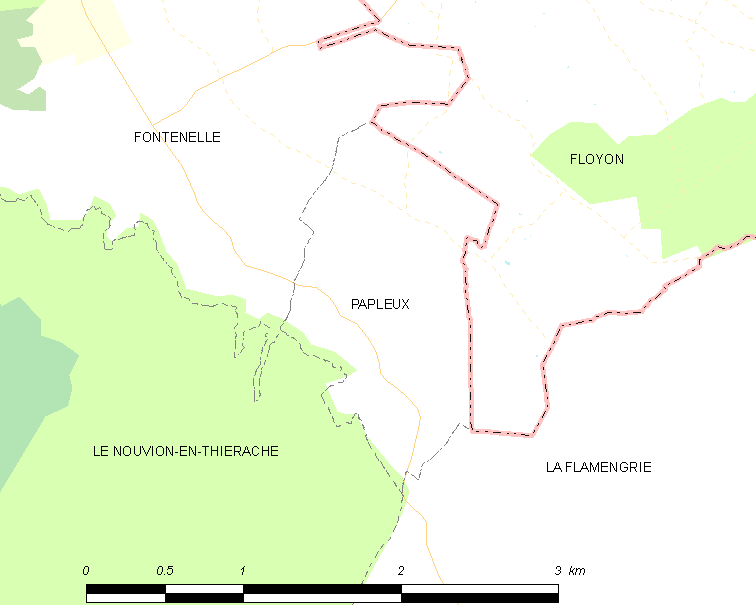
帕普勒的OSM定位图

帕普勒的时区为UTC+01:00、UTC+02:00（夏令时）。

## 行政
帕普勒的邮政编码为02260，INSEE市镇编码为02584。

## 政治
帕普勒所属的省级选区为韦尔万县。

## 人口

1962-2008年间帕普勒人口变化图示

帕普勒于2022年1月1日时的人口数量为115人。